# Susteren
Susteren (limburgi nyelven: Zöstere) egy 7200 lakosú város Hollandia nyugati részén, Limburg tartományban (2007-es népszámlálási adat).
Susterenben a limburgi nyelvjárást beszélik.
Susteren 1276-ban kapott városi jogot. Önálló település volt 2003-ig, amikor is egyesült Echttel.
1865-ben adták át a Susteren vasútállomást mely a Maastricht és Venlo vasútállomás közötti vasútvonalon.
Legfontosabb nevezetessége a  Szent Amalberg bazilika.

## Szent Amalberg bazilika
Az apátsági templom, a Szent Amalberg bazilika a 11. században épült a sustereni kolostor templomaként. Hollandia román stílusú építészetének egyik legjelentősebb példája.1885 és 1890 között Pierre Cuypers és Lambert von Fisenne építészek irányításával restaurálták. 

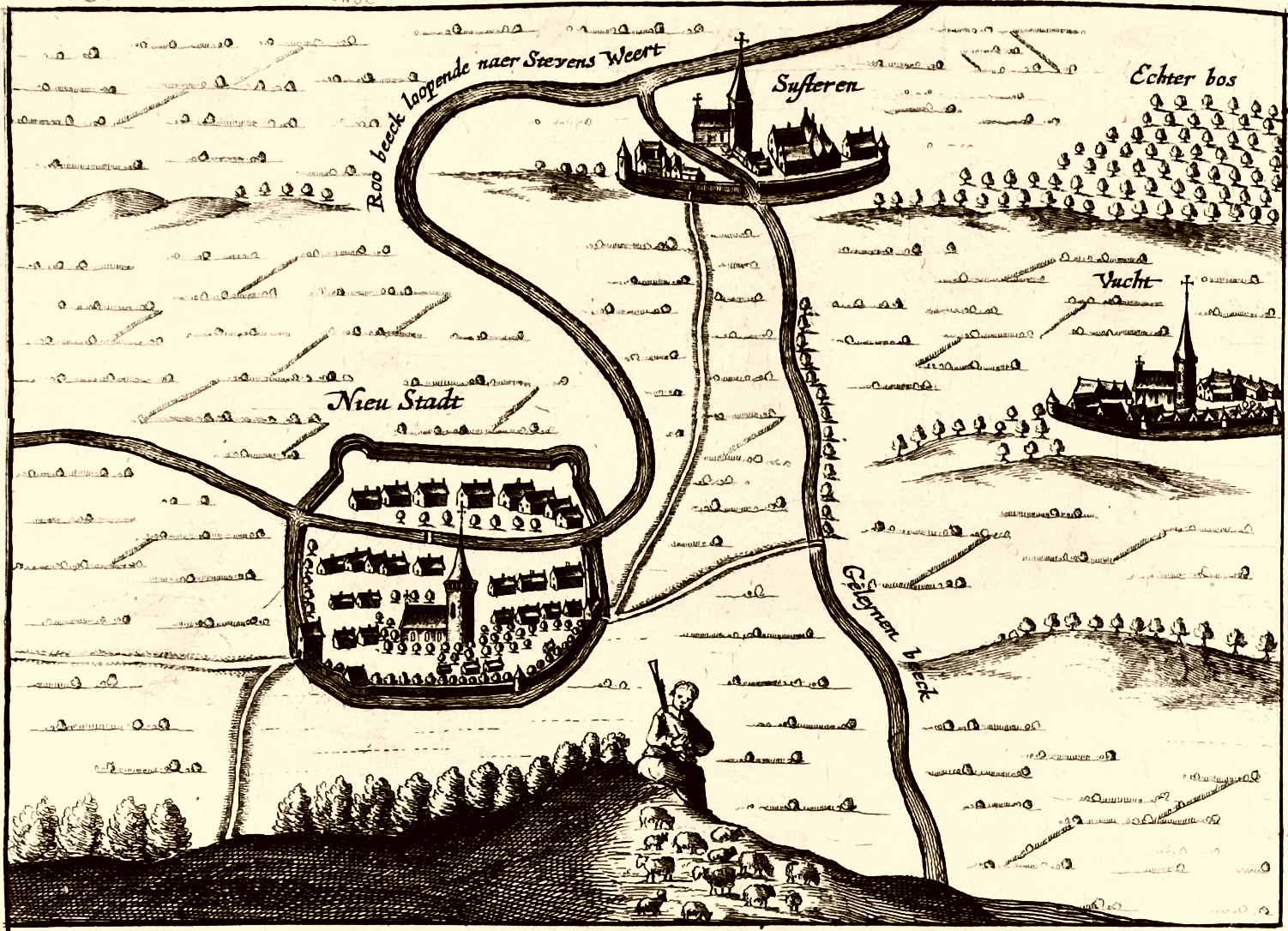
Susteren 1653-ban

III. Középső Pippin és felesége, Plectrudis védlevelet adott ki az akkor már létező kolostornak, amely azt is lehetővé tette, hogy a kolostor szabadon megválassza apátját. Miután a 9. században a vikingek lerombolták a bencés apátságot, egy világi női kolostort alapítottak a helyén. Az első apátnő. a bazilika névadója, Szent Amalberg volt.
A templomban található egy 1200 körül készült keresztelőmedence, valamint Szent Mária és Szent János szobrai a 14. századból.